# 10135 Wimhermsen
10135 Wimhermsen este o planetă minoră (asteroid), cu un diametru de 4,456 km, din centura de asteroizi. A fost descoperită pe 13 iunie 1993 la Observatorul Palomar de Henry E. Holt și a fost numită după Wim Hermsen⁠(d). 
Obiectul prezintă o orbită caracterizată de o semiaxă mare de 2,3816721 UAi, o excentricitate de 0,13, o înclinație de 5,75042 ° în raport cu ecliptica.